# 渝沈之战
渝沈之战是指1999年中国足球甲A联赛最后一轮中重庆隆鑫主场对阵沈阳海狮的一场比赛。在球迷的“假球”呼声中，沈阳海狮以2:1战胜重庆隆鑫。比赛双方都被中国足协以消极比赛为由罚款。在日后央视体育频道足球之夜栏目播出的纪录片中，陆俊被认为是左右最后一轮赛果的重要人物。

## 背景
当年甲A联赛赛制为最后两名降级。在最后一轮之前，武汉红桃K已提前锁定一个降级名额。剩下一个降级球队会在深圳平安(28分)、大连万达(28分)、青岛海牛(27分)、广州松日(27分)和沈阳海狮(25分)之间产生。同分名次排定规则是看相互之间战绩，如果最后一轮之后五队同为28分，则青岛和深圳最后。
青岛因两连胜的战绩，被估计会战胜客场且无名次压力的吉林敖东。广州松日被认为至少能从天津泰达身上拿到一分。沈阳海狮被认为是十分凶险，因为比其他球队至少落后两分，且客场对阵正在争夺亚军的重庆隆鑫。

## 比赛
为避免假球出现，足协规定所有赛场同时开球（统一开球时间: 14:35），然而本场比赛直至14点42分才正式开球。比赛中重庆隆鑫占尽上风，但是上半场结束时，仅由江晖助攻外援马克·威廉姆斯攻入一球。
中场休息之后，比赛被延迟了6分钟。下半时重庆隆鑫明显未尽全力，在观众的“假球”呼声中，沈阳海狮在比赛最后一分钟由前锋埃迪瓦多攻入他在本场比赛的第二个进球将比分反超。此时其他赛场的比赛早已结束，最终沈阳海狮力压广州松日成功保级。

## 结果
和陆俊安排的一样，广州松日负于天津泰达并降级。
1999年12月6日，松日集团发表公开信，要求中国足协对渝沈之战进行调查。中国足协曾约谈重庆队主教练李章洙及两家俱乐部，并于12月18日成立由足协监察部主任秦小宝、新闻办主任冯剑明以及三名律师杭泉明、白涛、张永宜组成的特别工作小组。2000年3月17日，中国足协作出处罚决定，对两队拖延开球时间的行为给予严重警告并各处罚款人民币40万元，对两队主教练各处罚款人民币5万元。
此役过后，中国足协修改章程，规定扣分成为消极比赛处罚手段之一。

## 假球
2001年5月10日，曾任深圳平安副领队的李宏文在《深圳都市报》发表题为《内幕钩沉，"渝沈疑案"大起底》的文章，署名为“G先生”的前深圳队官员在文章中透露：1999年12月4日凌晨4时左右（渝沈之战的前一天），时任重庆隆鑫总经理程鹏辉曾与其通电话，称如果深圳队能出300万，重庆队便可全力阻击深圳队的保级对手沈阳海狮，如果重庆队输球则不收一分钱，此事最终因深圳队没有回应而放弃。程鹏辉对此矢口否认，由于正值中国队备战世界杯预选赛，中国足协也未再对此事重新进行调查。
被沈阳海狮俱乐部主席贿赂的裁判委员会秘书长张建强安排陆俊成为此赛的第四官员。陆俊作为中间人安排了广州松日负于天津泰达，自行降级的比赛，同时允许了下半时比赛的延迟开球。在中国足坛反腐风暴中，张建强和陆俊都因为操纵包括此场比赛在内的假球案而被判刑，并在全球范围内禁赛。
当时重庆隆鑫的主教练李章洙在事后曾表示：“我只知道一场假球，1999年，对沈阳。”